# Rower poziomy

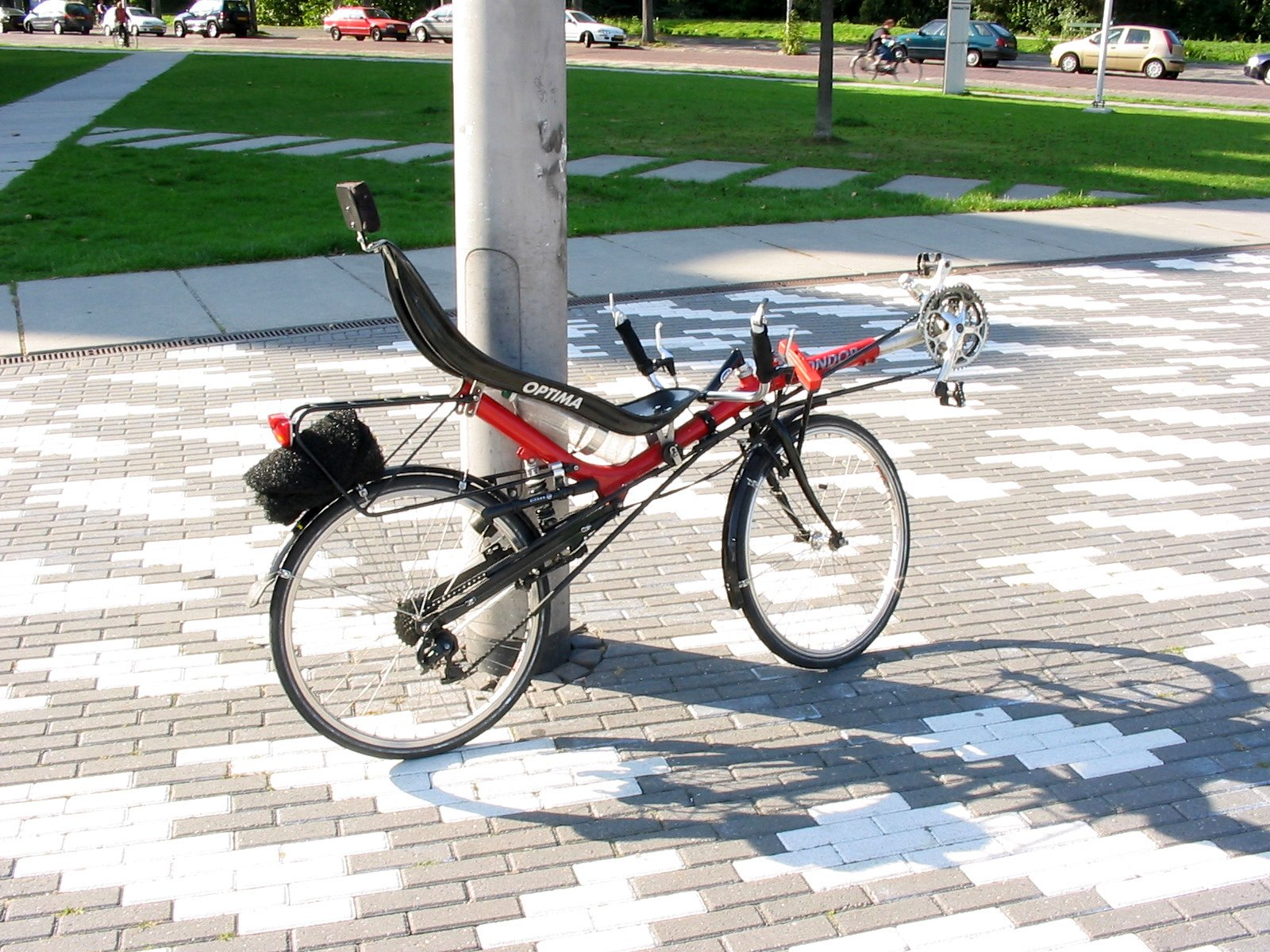
Rower poziomy

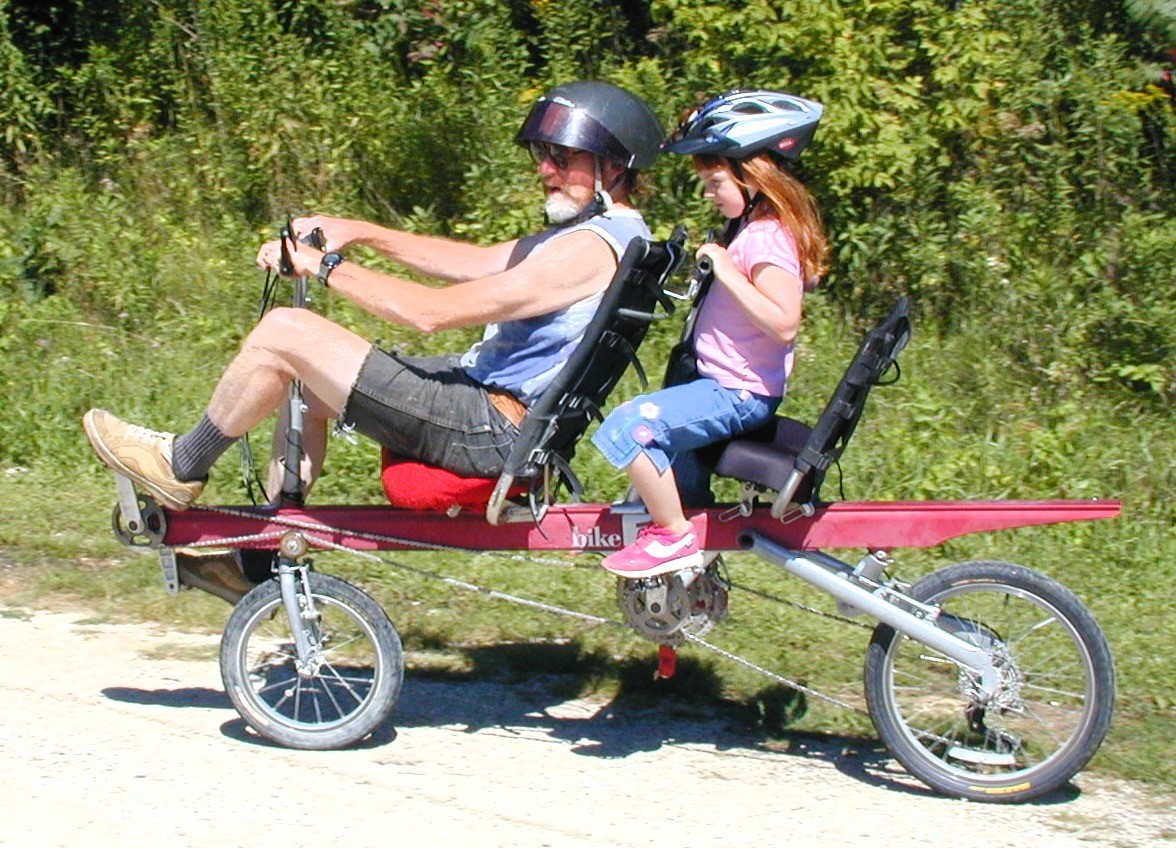
Tandem poziomy

Rower poziomy – rower, na którym rowerzysta przyjmuje pozycję półleżącą lub leżącą. Ze względu na specyficzną konstrukcję, rowery te uznaje się za bardziej ergonomiczne od rowerów klasycznych. Dzięki zmniejszeniu oporu powietrza oraz redukcji strat energii na pionowy ruch kolarza, jazda na rowerze poziomym jest efektywniejsza energetycznie (kosztem tego samego wysiłku można pokonać dłuższy dystans), a osiągane prędkości są wyższe niż w przypadku rowerów klasycznych. Różnorodność rowerów poziomych jest równie wielka jak rowerów klasycznych: od w pełni zamortyzowanych rowerów miejskich o krótkiej bazie do typowo wyczynowych typu „low racer”, czyli niska wyścigówka.

## Konstrukcje

### Podział ze względu na rozstaw osi
- SWB (Short Wheel Base) – rowery o małym rozstawie osi, w których pedały znajdują się przed przednim kołem na specjalnym wysięgniku.
- LWB (Long Wheel Base) – rowery o dużym rozstawie osi, mające pedały pomiędzy przednim kołem a fotelem rowerzysty.
- CLWB (Compact Long Wheel Base) – modyfikacja konstrukcji LWB, w której pedały znajdują się blisko przedniego koła (często ponad nim), zmniejszając tym samym całkowitą długość roweru.

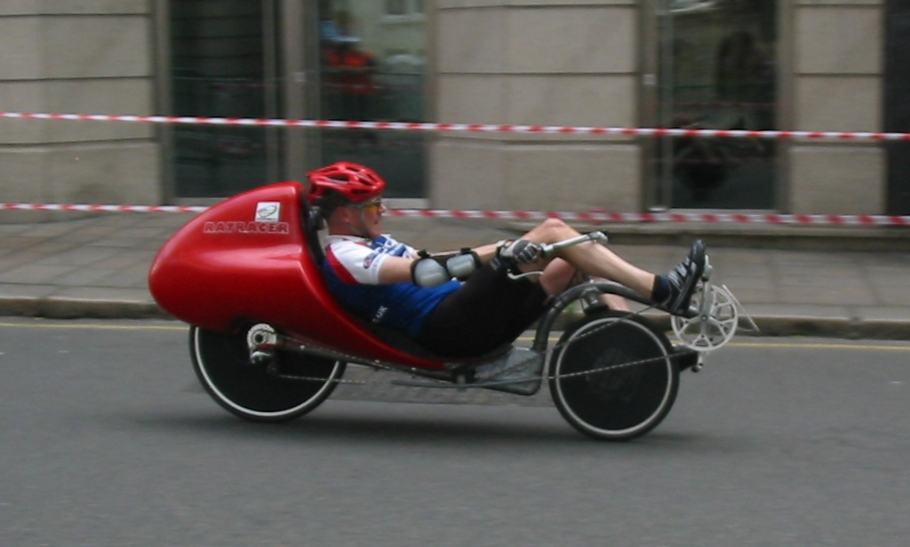
SWB
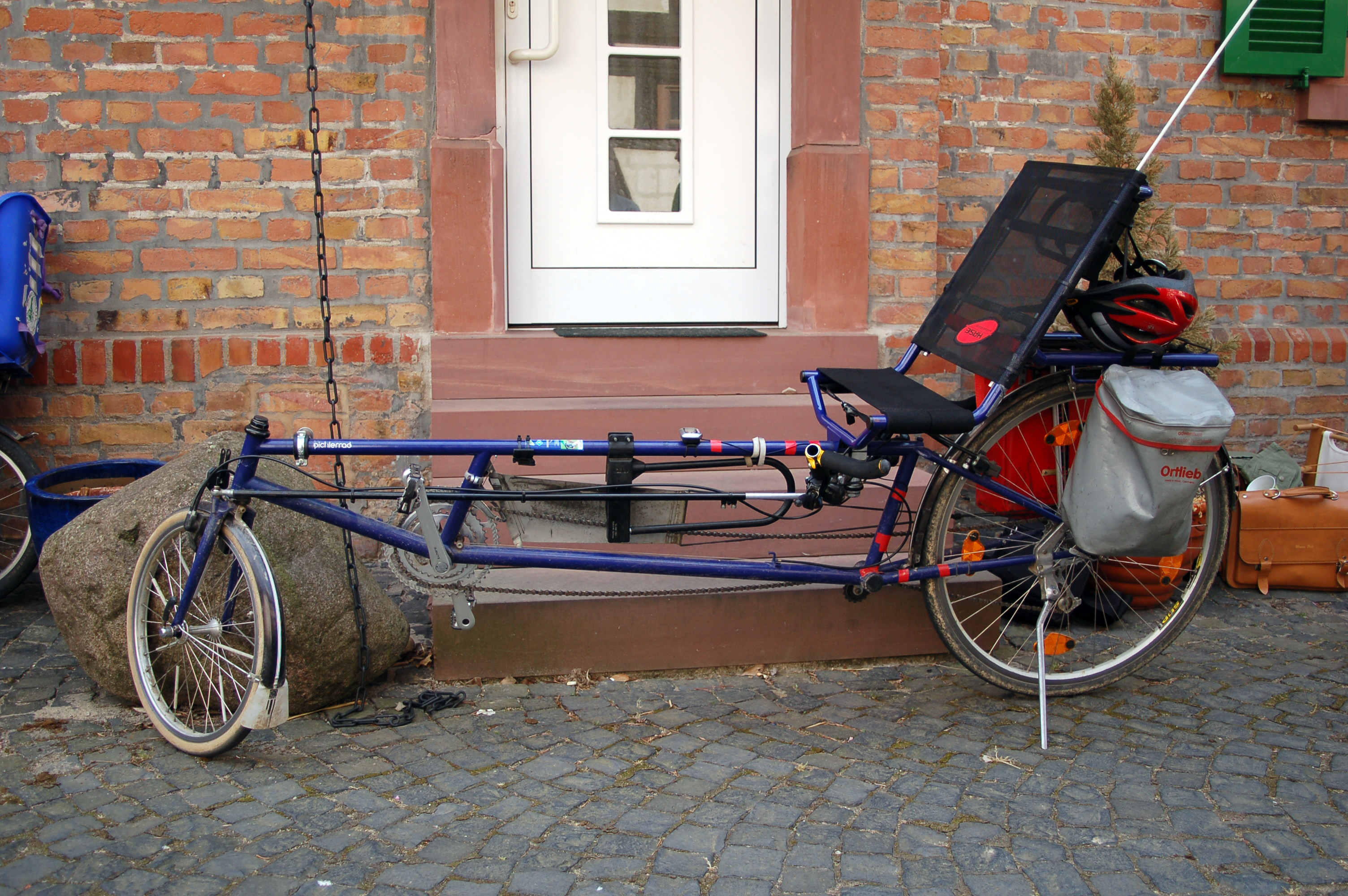
LWB
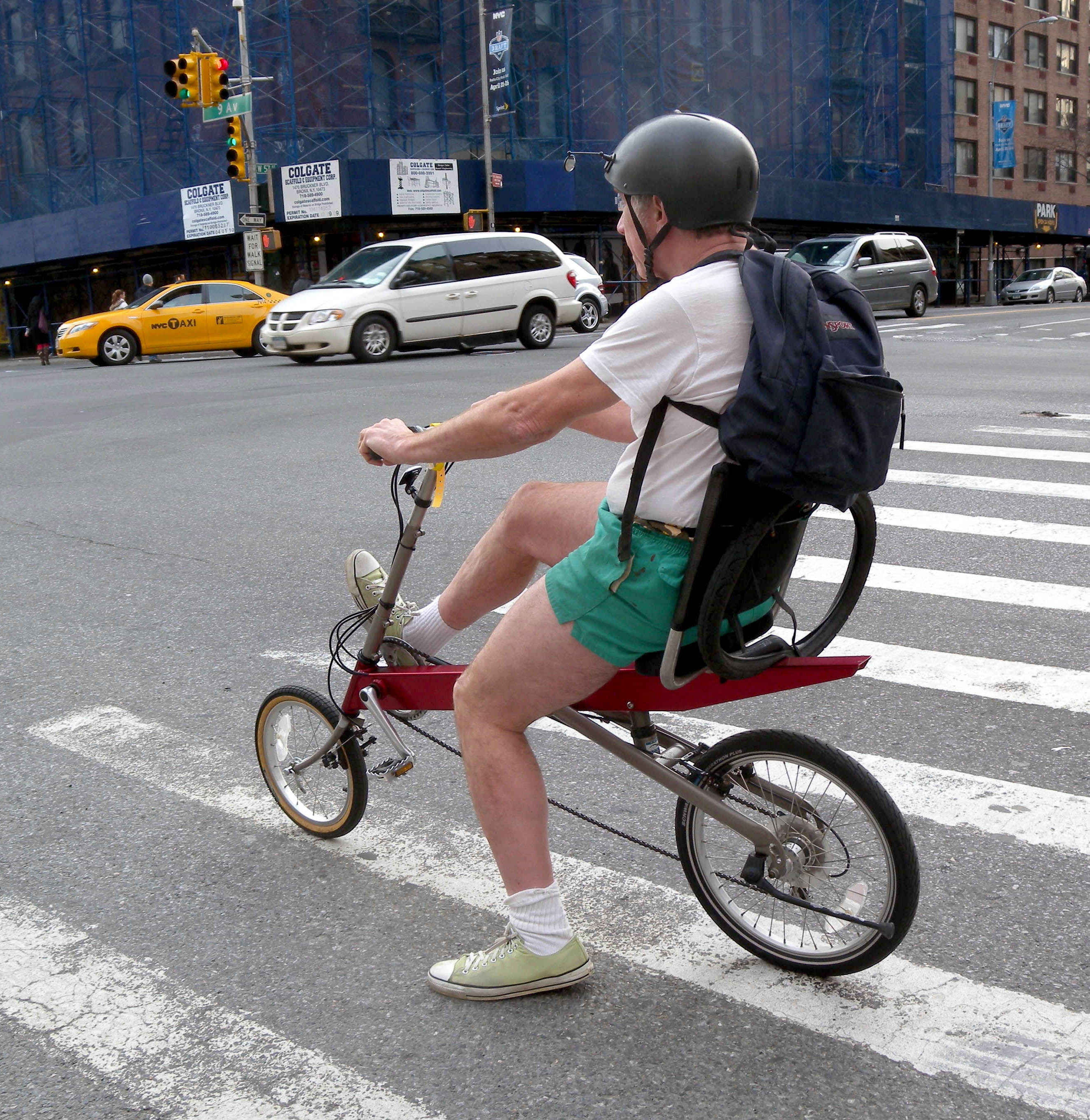
CLWB

### Podział ze względu na napęd
- FWD (Front Wheel Drive) – napęd na przednie koło (lub koła)
- RWD (Rear Wheel Drive) – napęd na tylne koło (lub koła)

### Sterowanie i położenie kierownicy
- RWS (Rear Wheel Steering) – kierowanie tylnym kołem (lub kołami)
- FWS (Front Wheel Steering) – kierowanie przodem
- ASS (Above Seat Steering) – kierownica znajduje się na wysokości ramion. Często ma możliwość podnoszenia, aby ułatwiać wsiadanie.
- USS (Under Seat Steering) – kierownica znajduje się pod siedzeniem
- MBB (moving bottom bracket) – rama z ruchomym suportem, określana również terminem Center–steered Recumbent – w wolnym tłumaczeniu rowery z centralnie skrętną ramą. Występują wersje pozbawione kierownicy, kierowanie odbywa się przy pomocy nóg.

Wyróżnia się sposoby sterowania:
- Bezpośredni – kierownica jest połączona bezpośrednio z rurą sterową widelca, tak jak w tradycyjnym rowerze.
- Pośredni – w przypadku sterowania USS, kierownica jest połączona przy pomocy cięgieł lub popychaczy, w przypadku sterowania ASS, kierownica jest połączona z rurą sterową, przy pomocy przegubu np. przegubu Cardana.

### Rowery trójkołowe
- Tadpole – trójkołowiec z dwoma kołami z przodu i jednym z tyłu
- Delta trike – trójkołowiec z jednym kołem z przodu i dwoma z tyłu
- Leaning trike – trójkołowiec z możliwością pochylania się w zakrętach

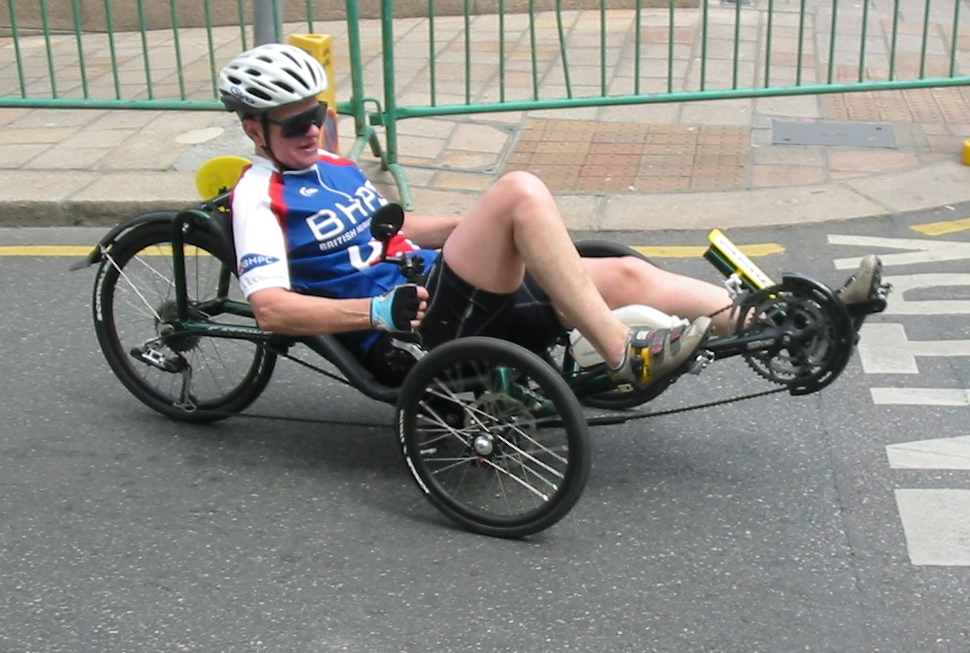
Tadpole
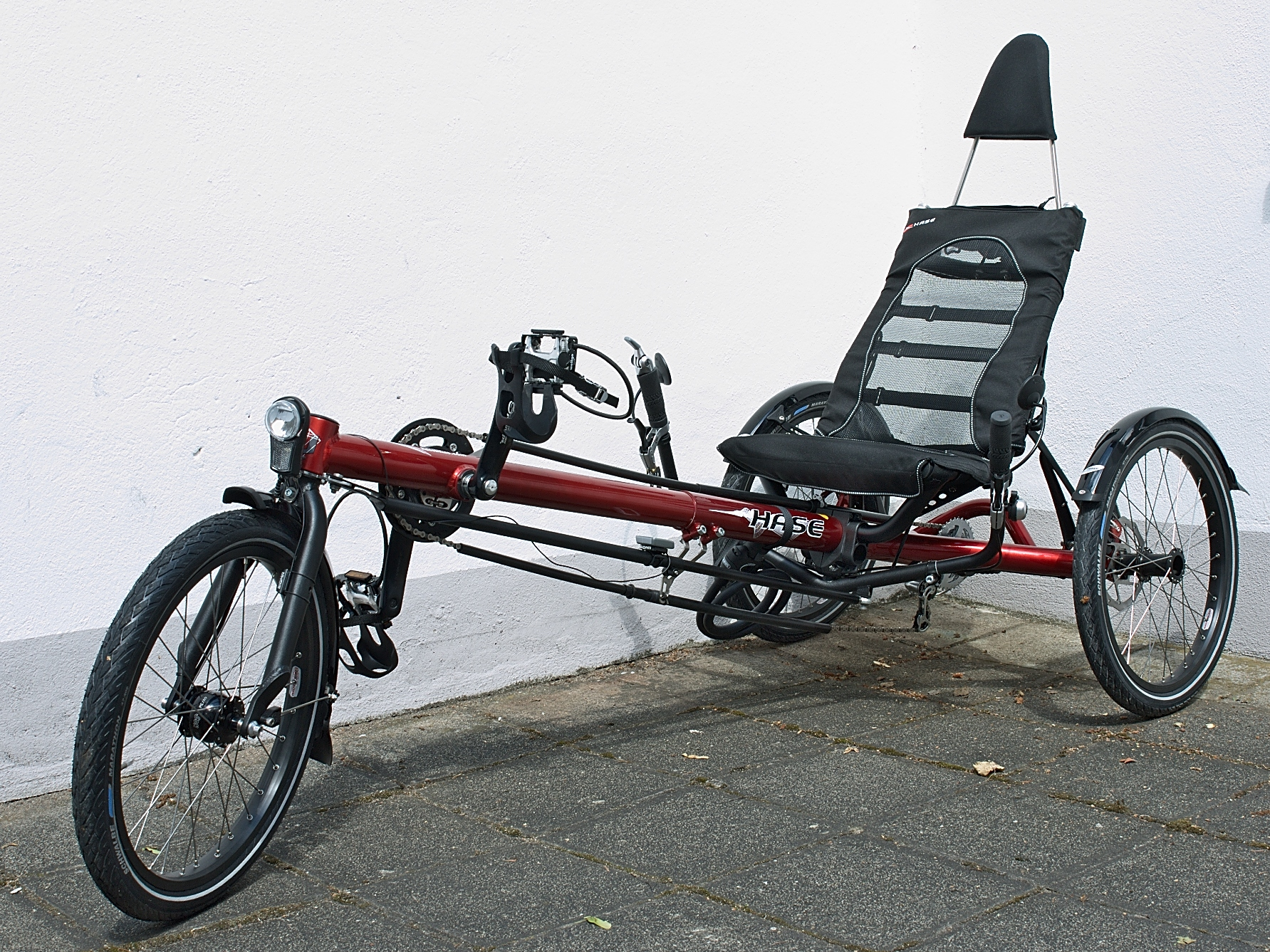
Delta trike
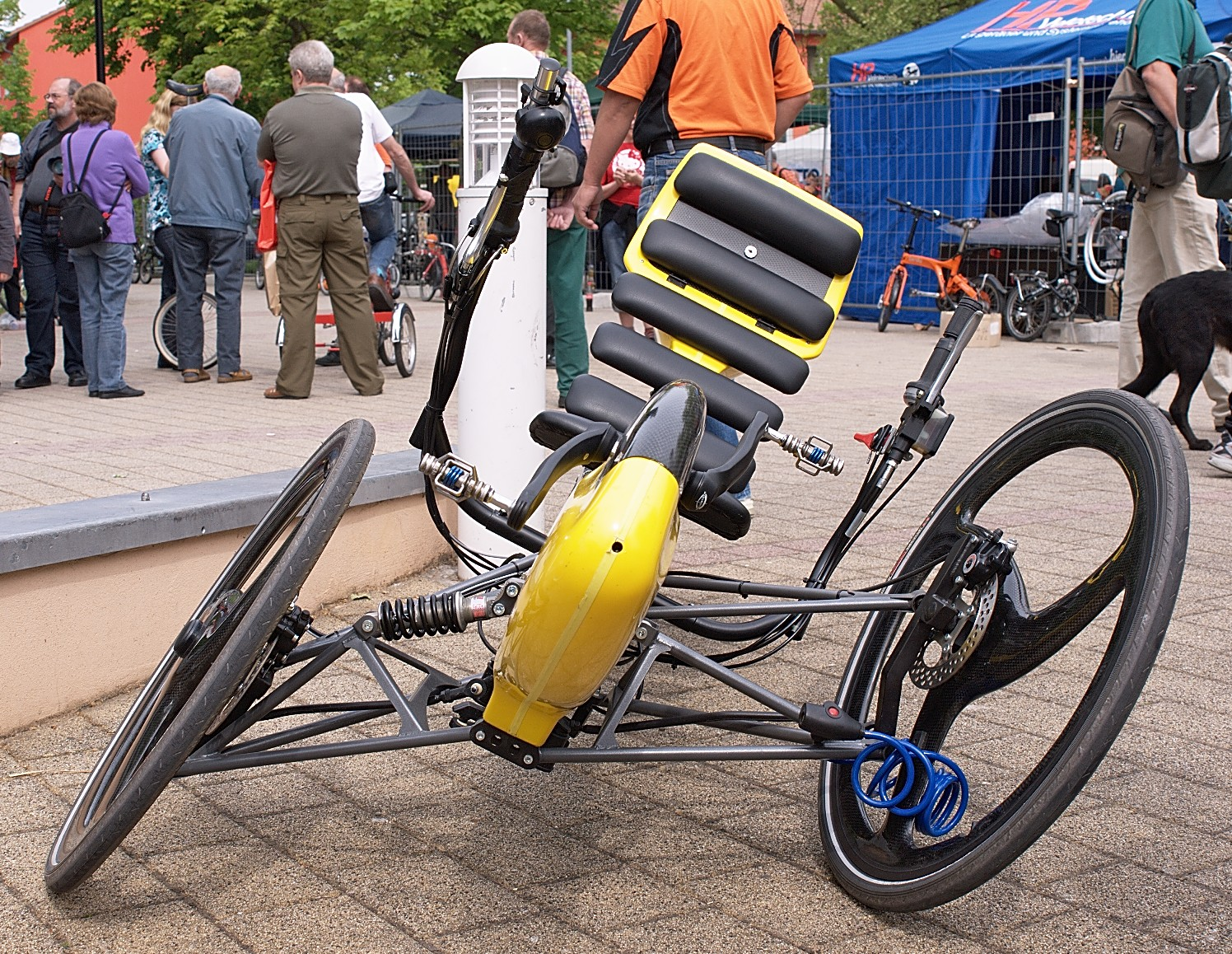
Leaning trike

### Wysokość rowerów wyścigowych
- Low Racer – niski rower wyścigowy, fotel z mocno pochylonym oparciem, zamocowanym poniżej ~30cm nad ziemią
- High Racer – wysoki rower wyścigowy fotel z mocno pochylonym oparciem, zamocowanym powyżej 50~60cm nad ziemią.

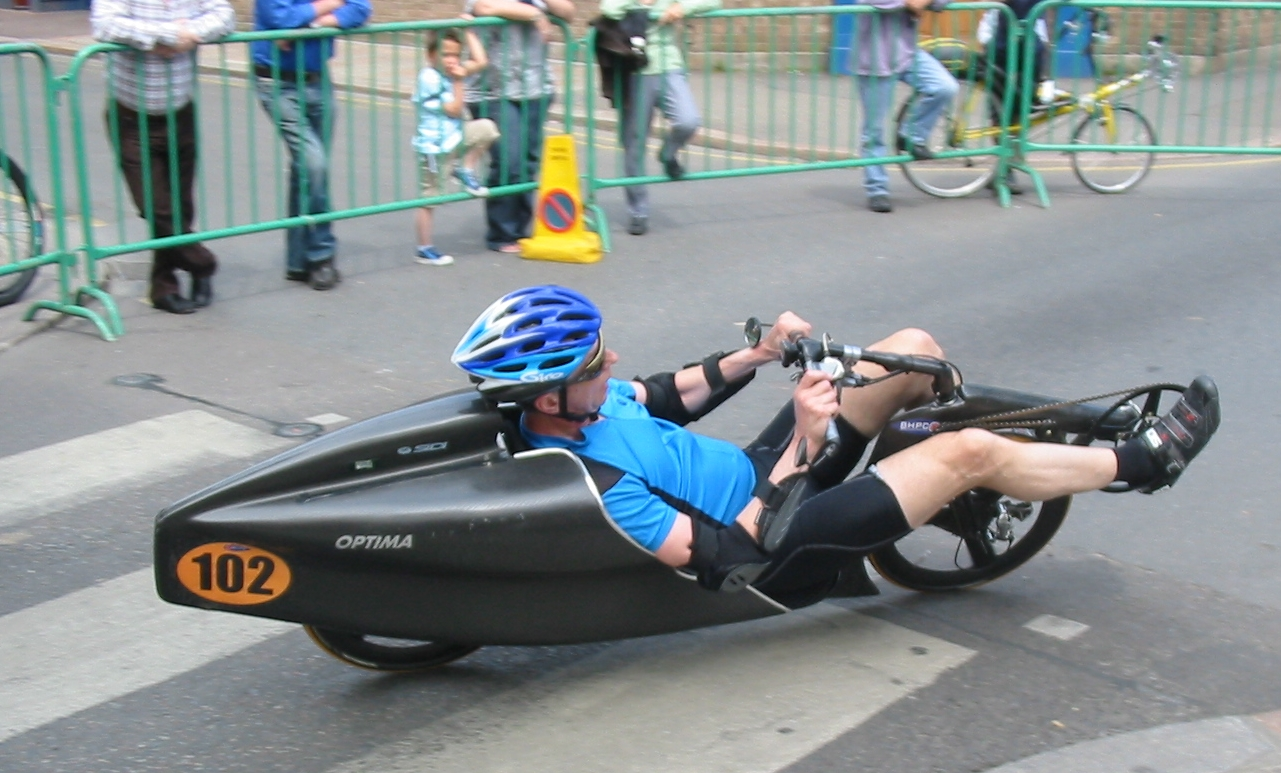
Low racer
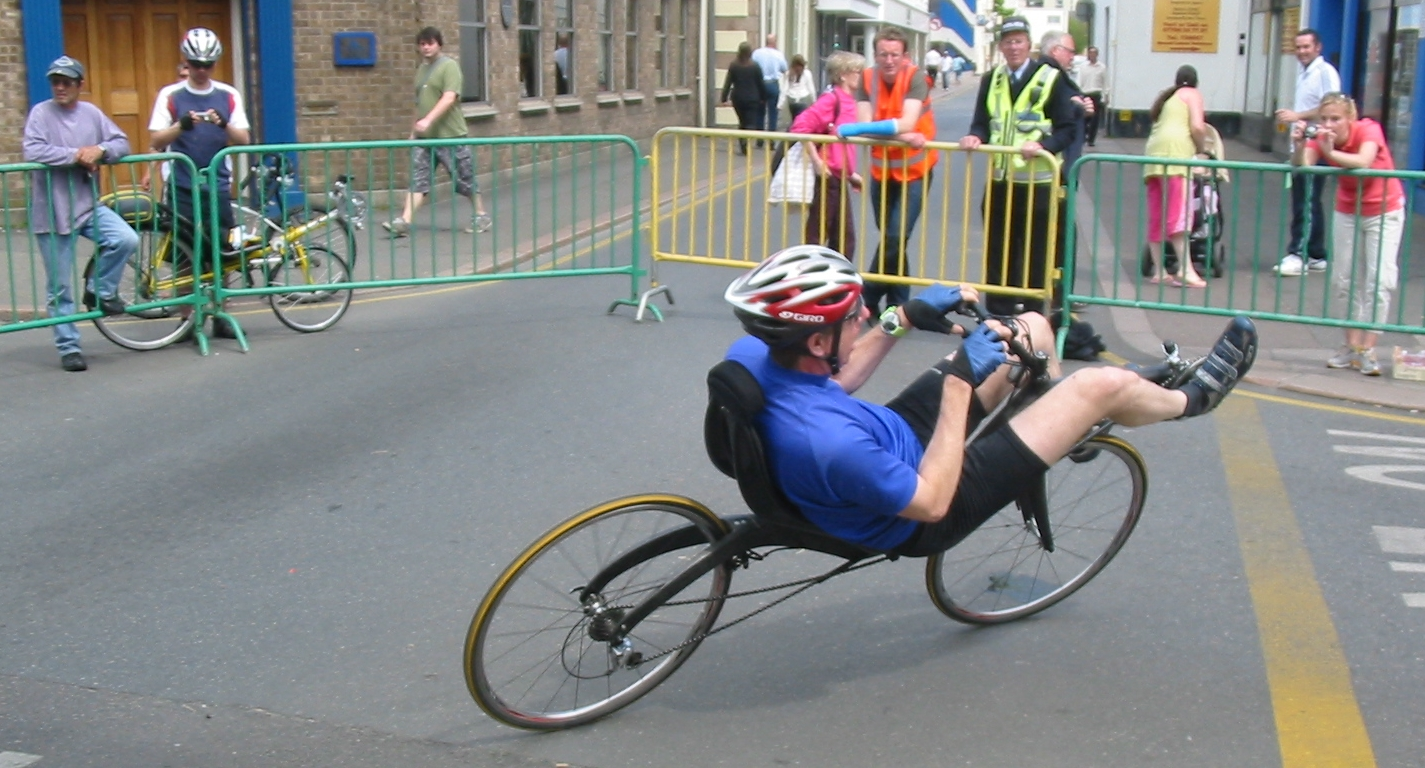
High racer

### Osłony aerodynamiczne
Rowery poziome mogą być dodatkowo wyposażane w osłony aerodynamiczne mające na celu jeszcze dalej posuniętą redukcję oporu powietrza. W zależności od przeznaczenia roweru, mogą to być osłony częściowe (przednie, tylne) lub całościowe, wykonane z kompozytów, tkanin, lub innych materiałów.

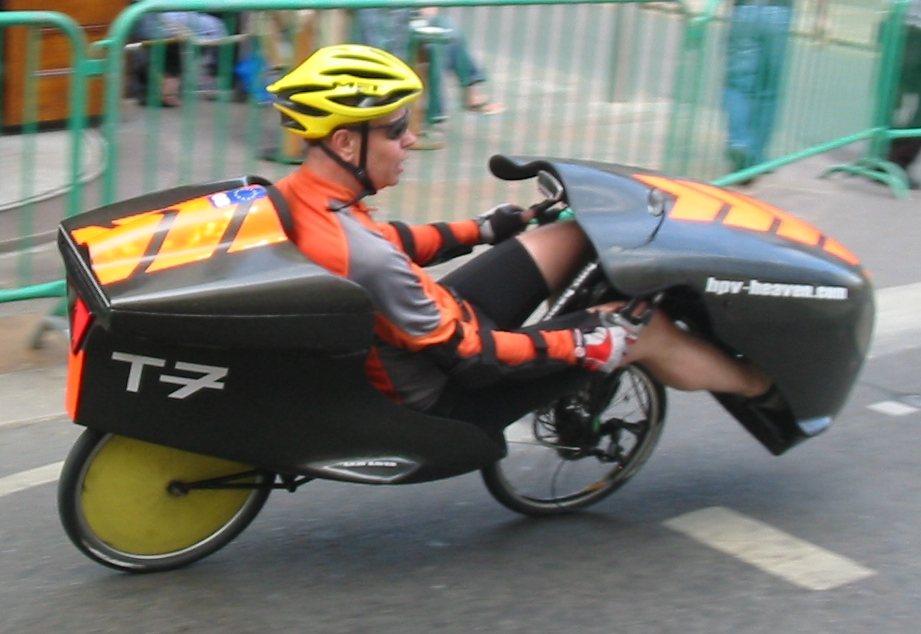
Osłony częściowe
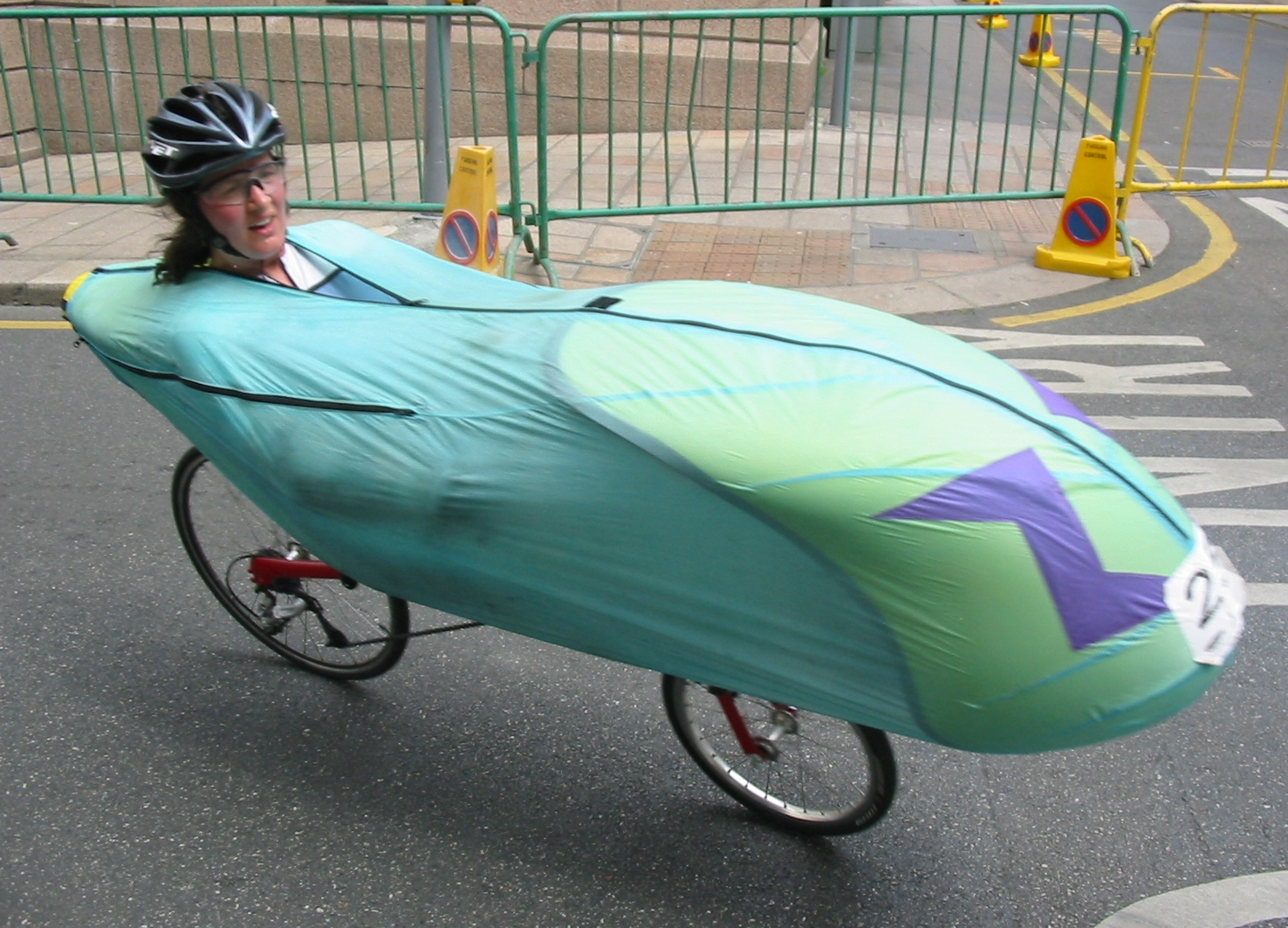
Całościowa osłona z tkaniny
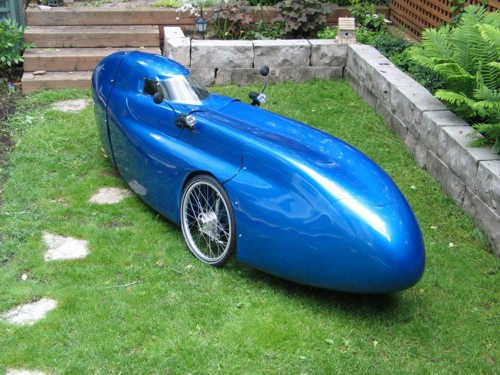
Całościowa osłona kompozytowa

### Obudowane rowery poziome
- Streamlinery – opływowe bolidy sportowe o niskich cechach użytkowych i mocno ograniczoną widocznością. Głównie wykorzystywane do bicia rekordów prędkości, oraz wyścigów na zamkniętych torach. Najczęściej budowane jako konstrukcje jednośladowe.
- Velomobile - konstrukcje do codziennego użytku, cechuje się większą ergonomią w stosunku do pojazdów sportowych. Bardzo często spotykane w wersjach z hybrydowym napędem (wspomagane elektrycznie) Najczęściej są konstrukcjami wielośladowymi.

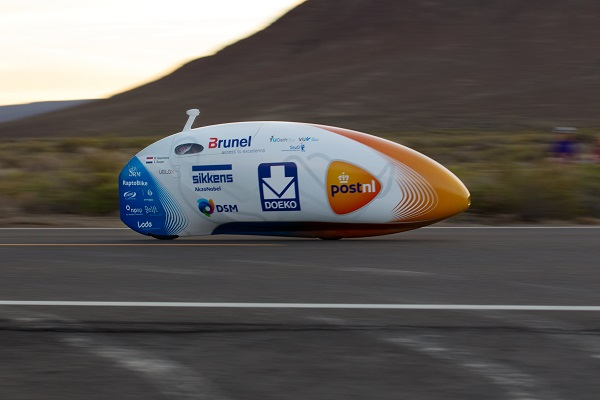
Streamliner
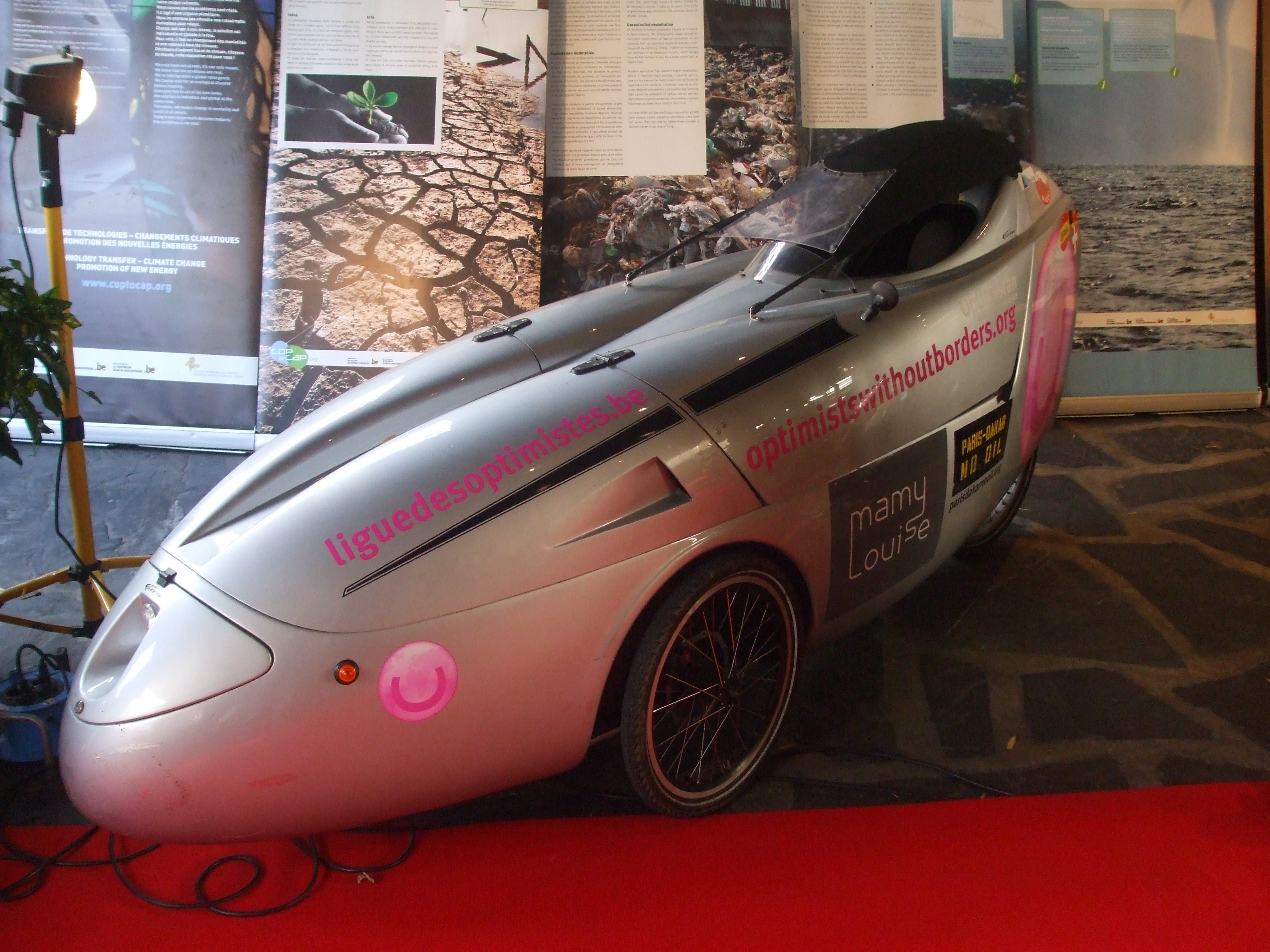
Velomobil

## Zalety i wady rowerów poziomych

### Zalety
- Pozycja jadącego na rowerze poziomym jest bardziej opływowa niż na rowerze tradycyjnym, co znacznie zmniejsza opory powietrza. Po dodaniu owiewek aerodynamicznych, rower poziomy umożliwia jazdę ze znacznie wyższą prędkością od roweru tradycyjnego przy tym samym wysiłku kolarza.
- Pozycja rowerzysty jest wygodniejsza i bardziej naturalna od tej zajmowanej w rowerach tradycyjnych nie ma tu jakiegokolwiek przeciążenia kręgosłupa, które jest normą przy rowerach klasycznych szosowych, nacisk siodełka na krocze też jest znacznie mniejszy, co ma zdecydowany wpływ na poprawę komfortu jazdy.
- W rowerze poziomym można umieścić w różnych miejscach kilka bagażników, co umożliwia przewożenie nim większej ilości bagażu niż w rowerze tradycyjnym, a nisko położony środek ciężkości pozwala na przewożenie bagaży o większej masie. Standardem u producentów rowerów poziomych są bagażniki wyprawowe gwarantowane na 50 kg oraz sakwy na 100 l pojemności.

### Wady
- Rowery poziome są droższe od rowerów tradycyjnych ze względu na małą produkcję.
- Pozycja z „nogami do góry” powoduje odpływ krwi z nóg i wymusza nienaturalne obciążenie stawów kolanowych i biodrowych - ma to jednak znaczenie tylko przy bardzo intensywnym jeżdżeniu rowerem.
- Rowery poziome są większe gabarytowo od zwykłych rowerów, trudniej jest je transportować i przechowywać.
- Rowery poziome klas LWB oraz CLWB są mniej zwrotne od rowerów tradycyjnych. Ich manewrowość jest bardziej zbliżona do manewrowości małego samochodu niż zwykłego roweru. Również ilość miejsca na drodze i na parkingu jest bardziej zbliżona do małego samochodu niż zwykłego roweru. Umniejsza to podstawowe zalety takiego roweru w ruchu miejskim. Uwaga ta nie dotyczy klasy SWB, w których odległość między osiami kół jest zbliżona do rozstawu w zwykłych rowerach zapewniając tym normalną manewrowość roweru.

Potencjalnie dużą wadą większości rowerów poziomych jest ich słaba widoczność w ruchu drogowym, wynikająca z ich poziomego układu. Rower poziomy jest niski i przez to słabo widoczny między samochodami czy zza żywopłotu lub innej bariery, jeśli porusza się drogą rowerową oddzieloną nimi od jezdni. Stąd bardzo pożądane jest używanie przez poziomych rowerzystów jaskrawych chorągiewek na wysokiej antenie. Kierujący rowerem poziomym jest pozbawiony przewagi, jaką rowerzyście klasycznemu daje możliwość obserwacji drogi ponad dachami większości samochodów na jezdni.
Głowa rowerzysty w niektórych modelach rowerów poziomych znajduje się bardzo nisko i w przypadku kolizji z samochodem jest bezpośrednio narażona na uderzenie. Z drugiej strony część kolizji jest przyjmowana przez rowerzystów poziomych na „strefę zgniotu”, czyli nogi i układ napędowy – czego nie ma w przypadku rowerów klasycznych.

## Rower poziomy a Międzynarodowa Unia Kolarska

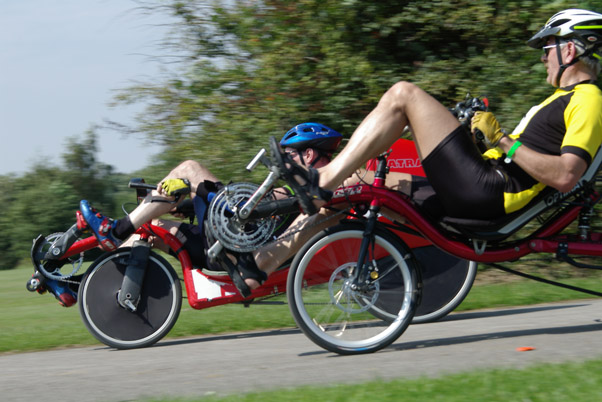
Rower poziomy w wersji kolarskiej (wyścigowej)

Zwolennicy rowerów poziomych twierdzą, że główną przyczyną braku ich popularności jest brak poparcia ze strony Międzynarodowej Unii Kolarskiej (UCI). Istotnie UCI nie zajmuje się rowerami poziomymi i nie organizuje zawodów z ich udziałem, argumentując to tym, iż rowery poziome nie mogą być dopuszczone do zawodów szosowych lub torowych, gdyż przy odpowiedniej konstrukcji roweru poziomego można na nim osiągać niebezpiecznie wysokie prędkości chwilowe i średnie, a w kolarstwie chodzi o wyścig między kolarzami, a nie eksperymentalnymi konstrukcjami rowerów. Rekordowe rowery poziome o aerodynamicznych kształtach (całkowicie obudowane) z bardzo nisko położonym środkiem ciężkości mogą pokonać 70–90 km w ciągu godziny, oraz rozwijają prędkości maksymalne rzędu 100–130 km/h na krótkich i płaskich odcinkach dróg asfaltowych.
Aktualnym, oficjalnym rekordem prędkości w jeździe godzinnej jest 90,598 km ustanowiony 18 lipca 2009 r. przez Sama Whittinghama na rowerze Varna Tempest, a na odcinku 200 m ze startu lotnego jest to 144,17 km/h ustanowiony 17 września 2016 r. i należy do Todda Reicherta startującego na rowerze Eta. W kategorii kobiet rekord ustanowiony 19 września 2010 r. należy do Barbary Buatois startującej na konstrukcji Varna Tempest i wynosi 121,81 km/h. 
W międzynarodowych wyścigach rowerów poziomych, rozróżniane są kategorie rowerów niezabudowanych, częściowo zabudowanych (najczęściej z tylną osłoną aerodynamiczną) i całkowicie zabudowanych, takich jakie startują na World Human Powered Speed Challenge.

## Zloty rowerów poziomych w Polsce
W Polsce co roku (od 2008 r.) odbywają się zloty miłośników rowerów poziomych, są to imprezy wielodniowe w formule polegającej na corocznej zmianie organizatorów. 
- Zlot Rowerów Poziomych w Krakowie, 22–23 września 2001 roku
- II Krakowski Zlot Rowerów Poziomych, 5–7 lipca 2002 roku
- I Ogólnopolski Zlot Rowerów Poziomych odbył się w Bystrzycy k. Oławy w dniach 29–30 września 2008 roku[2]
- II Ogólnopolski Zlot Rowerów Poziomych odbył się w Rogalinku pod Poznaniem w dniach 4–6 września 2009 roku
- III Ogólnopolski Zlot Rowerów Poziomych odbył się w Pile w dniach 10–12 września 2010 roku organizowany przez Bractwo Turystyki Rowerowej w Pile[3]
- IV Ogólnopolski Zlot Rowerów Poziomych odbył się w Turawie k. Opola (okolice Jeziora Turawskiego) w dniach 9–11 września 2011 roku zorganizowany przez Opolski Klub Turystyki Rowerowej „Rajder”[4]
- V Ogólnopolski Zlot Rowerów Poziomych odbył się w Szczecinie w dniach 24–26 sierpnia 2012 roku organizowany przez stowarzyszenie Rowerowy Szczecin[5]
- VI Ogólnopolski Zlot Rowerów Poziomych odbył się w Warszawie w dniach 30 sierpnia – 1 września 2013 roku zorganizowany przez warszawską grupę Poziome.pl
- VII Ogólnopolski Zlot Rowerów Poziomych odbył się w Sieradzu w dniach 4–6 lipca 2014 zorganizowany przez Fundację Inicjatyw Niemożliwych „Cudosfera” oraz członków grupy Poziome.pl.
- VIII Ogólnopolski Zlot Rowerów Poziomych odbył się w Gdyni w dniach 19–21 czerwca 2015[6].
- IX Ogólnopolski Zlot Rowerów Poziomych odbył się w Bełchatowie w dniach 1–3 lipca 2016[7].
- X Ogólnopolski Zlot Rowerów Poziomych odbył się w Wildze w dniach 28 czerwca – 2 lipca 2017[8].
- XI Ogólnopolski Zlot Rowerów Poziomych odbył się w dniach 28 czerwca – 1 lipca 2018 roku w Ogrodzieńcu
- Ogólnopolski Zlot Rowerów Poziomych (już bez numeracji) – 27–30 czerwca 2019 roku, Spała
- Ogólnopolski Zlot Rowerów Poziomych – 23–28 czerwca 2020 roku, Grodziec
- Ogólnopolski Zlot Rowerów Poziomych - 29 czerwca-4 lipca 2022 r., Białystok
- Ogólnopolski Zlot Rowerów Poziomych - 28 czerwca-3 lipca 2022 r., Ustka
- Ogólnopolski Zlot Rowerów Poziomych - 5-9 lipca 2023 r., Kozienice